# هیروشی موری
هیروشی موری (انگلیسی: Hiroshi Mori (astronomer)؛ زادهٔ ۱ ژوئن ۱۹۵۸) یک ستاره‌شناس اهل ژاپن است. 